# Actually (álbum)
Actually es el segundo álbum de estudio del dúo de synthpop británico Pet Shop Boys. Lanzado al mercado el 7 de septiembre de 1987 por Parlophone, Actually es uno de los álbumes más exitosos del grupo, alcanzando el #2 en las listas británicasy vendiendo 4 millones de copias alrededor del mundo. Es considerado un disco de culto por los fanes y por la crítica especializada, y fue incluido en el libro "1001 discos que hay que escuchar antes de morir".

## Antecedentes
Tras el buen recibimiento que tuvieron su álbum debut Please y los consecuentes sencillos, los Pet Shop Boys comienzan a trabajar en 1987 en nuevo material. El 15 de junio de ese año, publican la exitosa «It's a Sin».  La canción rápidamente ocupó los primeros puestos en las listas musicales, siendo su segundo sencillo #1 en el Reino Unido y su tercer top 10 en EE. UU.  El 10 de agosto se lanza «What Have I Done To Deserve This?»,  un dueto con Dusty Springfield que llegó al #2 tanto en el Reino Unido como en los EE. UU. y condujo a una mayor resurgencia de interés en el trabajo de Springfield. 
El 16 de agosto, el dúo participa en el especial de TV "Love Me Tender", en conmemoración del décimo aniversario del fallecimiento de Elvis Presley. Allí presentaron su versión de «Always on My Mind», introduciendo una variación armónica no presente en el original de Presley. Más tarde, lanzan el tema como sencillo, logrando un gran recibimiento y llegando a ser #1 en varios países. No sería incluida en Actually, sino en su siguiente entrega como una pista de larga duración.  

## Grabación y lanzamiento
It's a Sin daría inicio a la conocida "fase imperial", término utilizado por los fanes y por el propio dúo para referirse a la época de gran éxito internacional del momento, que terminaría luego de su siguiente entrega, Intospective
Actually no es muy diferente del primer álbum del dúo, Please, en términos de estilo musical, aunque los valores de producción son notablemente más altos.
Tras el éxito de los dos primeros sencillos, el dúo marcó otros dos #1 con «Rent» y «Heart». El primero, lanzado el 12 de octubre y el segundo en abril de 1988 como una versión remixada y con un videoclip promocional dirigido por Jack Bond, basado en la famosa novela de Bram Stoker, Drácula.
Durante este periodo, los Pet Shop Boys también completaron una película de larga duración llamada It Couldn't Happen Here. Incluyendo canciones del dúo, fue más famosa por contener el video de «Always on My Mind» (protagonizado por Joss Ackland como un cura ciego), el cual - mientras no estaba en Actually - fue lanzado como sencillo durante este periodo.

## Reediciones
Actually fue relanzado en 2001 (como lo fueron muchos de los álbumes del grupo a ese punto) como Actually/Further Listening 1987-1988. La versión relanzada no sólo fue remasterizada digitalmente sino que además incluía un segundo disco de lados B, remixes hechos por los Pet Shop Boys y material no lanzado previamente de alrededor del tiempo del lanzamiento original del álbum. Todavía otro relanzamiento se siguió el 9 de febrero de 2009, bajo el título de Actually: Remastered, solo con las 10 pistas del disco original. Con el relanzamiento del 2009, el relanzamiento del 2001 fue descontinuado. El 2 de marzo de 2018, se lanzó una nueva edición remasterizada de dos discos de Actually / Further Listening; con el mismo contenido de la edición del 2001.

## Título y diseño de portada
Sobre el título, Lowe comentó: "El título era simplemente una palabra que dicen mucho. Estábamos pensando en llamarlo Jollysight, en realidad; que era el nombre de un hotel que vimos en Italia, de modo que, cuando la gente preguntara por qué, pudiéramos decir porque 'es una vista alegre mejor que la anterior'…"
En cuanto a la portada, la primera foto que les tomó ese día resultó ser la elegida. En ella, se puede observar al dúo vistiendo esmoquin, con Chris mirando directamente a la cámara con el ceño fruncido y Neil bostezando ampliamente.

## Recepción
En 2006, la revista Q colocó el álbum en el lugar #22 en su lista de "los 40 mejores álbumes de los 80s", asimismo fue incluida en el libro "1001 discos que hay que escuchar antes de morir". El crítico Robert Christgau declaró: "Desde Dusty Springfield hasta el hit Fairlight, a los ritmos de «Heart», pasando por «Shopping», hasta el ícono y el futurismo Bowiesque, esta es música pop real con algo real que decir: pura mercancía y orgullosa de ello". Connie Johnson de Los Angeles Times, escribió: "Esta marca de música pop, cantada de una manera inexpresiva con un fuerte énfasis en el dinero y todas las cosas bonitas que puede comprar, es un poco desalmada. La estimación del valor del amor de este dúo británico se puede resumir en letras como "Te amo, pagas mi alquiler". No exactamente romántico, pero práctico, ¿eh? El corte más intrigante es el posdisco, inundado de culpa católica «It's a Sin». Los muchachos parecen tomarse a sí mismos un poco en serio, con la mayoría de las canciones entregadas como si implicaran que contienen ideas muy grandes, pero en "Sin", el dispositivo está justificado. «One More Chance», la única otra pista interesante del álbum, no está mal. Incluso si suena como "Son of West End Girls". En un análisis de la discografía del dúo, Carlos Ubeda comentó sobre Actually: "Todo lo contenidos que estuvieron en muchos momentos de Actually lo soltaron aquí. Durante mucho tiempo pareció un disco raro, con muy pocas canciones y muy largas, como de remixes, que no eran exactamente iguales a las versiones de la radio. Pero, una vez aceptado eso, me parece de lo mejor que han hecho, un pepinazo tras otro. Confirma su mejor etapa".

## Lista de canciones
Todas las canciones están escritas por Neil Tennant y Chris Lowe, excepto donde se indica.

### Actually[13]
| N.º   | Título                                                      | Escritor(es)                     | Duración |  |
| 1.    | «One More Chance»                                           | Tennant - Lowe - Orlando         | 5:31     |  |
| 2.    | «What Have I Done To Deserve This? (con Dusty Springfield)» | Lowe -Tennant - Allee Willis     | 4:23     |  |
| 3.    | «Shopping»                                                  |                                  | 3:38     |  |
| 4.    | «Rent»                                                      |                                  | 5:08     |  |
| 5.    | «Hit Music»                                                 |                                  | 4:45     |  |
| 6.    | «It Couldn't Happen Here»                                   | Tennant - Lowe - Ennio Morricone | 5:22     |  |
| 7.    | «It's a Sin»                                                |                                  | 4:59     |  |
| 8.    | «I Want To Wake Up»                                         |                                  | 5:10     |  |
| 9.    | «Heart»                                                     |                                  | 3:58     |  |
| 10.   | «King's Cross»                                              |                                  | 5:13     |  |
| 47:49 |                                                             |                                  |          |  |

### Further Listening1987-1988
| Disco 2  |                                                     |                                                |          |  |
| N.º      | Título                                              | Escritor(es)                                   | Duración |  |
| 1.       | «I Want To Wake Up (mix breakdown)»                 |                                                | 6:00     |  |
| 2.       | «Heart (versión de Shep Pettibone)»                 |                                                | 4:12     |  |
| 3.       | «You Know Where You Went Wrong»                     |                                                | 5:50     |  |
| 4.       | «One More Chance (mix de 7")»                       |                                                | 3:50     |  |
| 5.       | «It's a Sin (mix disco)»                            |                                                | 7:41     |  |
| 6.       | «What Have I Done to Deserve This? (mix extendido)» | Tennant - Lowe - Willis                        | 6:47     |  |
| 7.       | «Heart (mix disco)»                                 |                                                | 8:40     |  |
| 8.       | «A New Life»                                        | Tennant - Lowe - Helena Springs                | 4:55     |  |
| 9.       | «Always on My Mind (versión demo)»                  | Wayne Carson - Mark James - Johnny Christopher | 4:03     |  |
| 10.      | «Rent (mix de 7")»                                  |                                                | 3:33     |  |
| 11.      | «I Want a Dog»                                      |                                                | 4:58     |  |
| 12.      | «Always on My Mind (mix dance extendido)»           | Carson - James - Christopher                   | 8:15     |  |
| 13.      | «Do I Have To?»                                     |                                                | 5:15     |  |
| 14.      | «Always on My Mind (mix dub)»                       | Carson - James - Christopher                   | 2:15     |  |
| 01:16:14 |                                                     |                                                |          |  |

## Personal
- Neil Tennant - voz principal y coros
- Chris Lowe - sintetizadores, sampler y caja de ritmos

### Músicos invitados
- Andy Richards - sintetizadores y sampler en pistas 1, 4, 5, 7 & 9
- Dusty Springfield - coros en pista 2
- J.J. Jeczalik - sampler en pista 3
- Angelo Badalamenti - orquesta en pista 6
- Blue Weaver - sampler en pista 6

## Posiciones en la lista de éxitos

### Listas semanales
| Listas (1987)                         | Posición |
| ------------------------------------- | -------- |
| Argentina (Pelo)                      | 8        |
| Australia (Kent Music Report)         | 16       |
| Austria (Ö3 Austria Top 40)           | 5        |
| Canadá Top Albums/CDs (RPM)           | 16       |
| Países Bajos (Dutch Album Top 100)    | 5        |
| European Albums (Music & Media)       | 4        |
| Finlandia (Suomen virallinen lista)   | 1        |
| Francia (IFOP)                        | 19       |
| Alemania (Ofizielle Top 100)          | 2        |
| Islandia (Tónlist)                    | 1        |
| Italia (Musica e dischi)              | 12       |
| Nueva Zelanda (RMNZ)                  | 7        |
| Noruega (VG-lista)                    | 3        |
| España (AFYVE)                        | 2        |
| Suecia (Sverigetopplistan)            | 2        |
| Suiza (Schweizer Hitparade)           | 3        |
| Reino Unido (Official Charts Company) | 2        |
| Estados Unidos (Billboard 200)        | 25       |